# Mapleton (condado de Aroostook)
Mapleton es un lugar designado por el censo ubicado en el condado de Aroostook en el estado estadounidense de Maine. En el Censo de 2010 tenía una población de 683 habitantes y una densidad poblacional de 87,55 personas por km².

## Geografía
Mapleton se encuentra ubicado en las coordenadas 46°40′51″N 68°9′4″O / 46.68083, -68.15111. Según la Oficina del Censo de los Estados Unidos, Mapleton tiene una superficie total de 7.8 km², de la cual 7.8 km² corresponden a tierra firme y (0%) 0 km² es agua.

## Demografía
Según el censo de 2010, había 683 personas residiendo en Mapleton. La densidad de población era de 87,55 hab./km². De los 683 habitantes, Mapleton estaba compuesto por el 97.66% blancos, el 0.15% eran afroamericanos, el 0.59% eran amerindios, el 0.59% eran asiáticos, el 0% eran isleños del Pacífico, el 0% eran de otras razas y el 1.02% pertenecían a dos o más razas. Del total de la población el 0.88% eran hispanos o latinos de cualquier raza.